# Чумаченко, Дмитрий Васильевич
Дмитрий Васильевич Чумаченко (31 августа 1909, Новочеркасск — 9 августа 1948, Чернигов) — участник Великой Отечественной войны, заместитель командира 240-го гвардейского Севастопольского бомбардировочного авиационного полка 36-й Смоленской Краснознамённой бомбардировочной авиационной дивизии 1-го гвардейского Смоленского бомбардировочного авиационного корпуса 18-й воздушной армии, гвардии подполковник. Герой Советского Союза.

## Биография
Родился 31 августа 1909 года в городе Новочеркасске области Войска Донского, ныне Ростовской области, в семье крестьянина. Русский.
В 1934 году окончил Батайскую школу лётчиков Гражданского воздушного флота. Работал в Азово-Черноморском управлении ГВФ.
Член ВКП(б) с 1939 года. В Красной Армии с 1940 по спецнабору из ГВФ. Окончил курсы командиров авиационных звеньев. С первого дня Великой Отечественной войны Чумаченко участвовал в боевых действиях. 30 июня 1941 года в воздушном бою самолёт Дмитрия Чумаченко был подбит, экипаж был вынужден на минимальной высоте спрыгнуть с парашютами, а сам командир получил контузию и переломы рёбер.
Как заместитель командира полка, постоянно занимался совершенствованием боевых качеств экипажей, организацией и поддержанием плотного взаимодействия между подразделениями в воздушном бою. Много времени уделял вводу в бой новых экипажей. Заместитель командира гвардейского БАП гвардии подполковник Д. В. Чумаченко к февралю 1945 года совершил 326 боевых вылетов на бомбардировку военно-промышленных объектов в глубоком тылу противника, скоплений вражеских войск на переднем крае. В воздушных боях экипаж сбил 8 и на земле уничтожил 18 самолётов противника.
После войны продолжал службу в ВВС СССР. Погиб в авиационной катастрофе при инспектировании полетов 9 августа 1948 года. Похоронен на старом кладбище в Чернигове (Украина).

## Награды
- Указом Президиума Верховного Совета СССР от 29 июня 1945 года за образцовое выполнение боевых заданий командования на фронте борьбы с немецко-фашистскими захватчиками и проявленные при этом мужество и героизм, гвардии подполковнику Чумаченко Дмитрию Васильевичу присвоено звание Героя Советского Союза с вручением ордена Ленина и медали «Золотая Звезда» (№ 8011).
- Награждён ещё одним орденом Ленина (20.02.1942), двумя орденами Красного Знамени (5.09.1941, 13.06.1943), орденами Суворова 3-й степени (29.12.1943), Отечественной войны 1-й степени (20.06.1942), медалями.

Из наградного листа Д. В. Чумаченко:

… 

Всего выполнил за период Отечественной войны 326 боевых вылетов, из них днем — 46, ночью 280, в том числе в системе АДД 266 боевых вылетов, из них 17 днем с общим боевым налётом 1220 часов.
Из общего числа совершенных боевых вылетов совершил: на бомбардирование 326 боевых вылетов, из них на освещение целей 49 с попутным бомбометанием, на разведку погоды с последующим бомбометанием — 30, на контролирование бомбардирования экипажами целей – 80.
Совершил в сложных метеоусловиях: днем — 23, ночью — 107. 

… 

По неполным данным, подтвержденным фотографированием экипажей контролеров, агентурными данными и наземными войсками, на боевом счету тов. ЧУМАЧЕНКО числится: взрывов – 98, из них большой силы 51, пожаров — 79, из них большой силы 48, отмечено прямых попаданий по эшелонам, складам, станционным и аэродромным зданиям – 86, сожжено и уничтожено самолетов пр-ка на аэродромах — 18, уничтожено танков – 23, специальных машин – 10, разрушено до 35 зданий на аэродромах и ж. д. станциях. 

… 

Наряду с боевой работой проводит большую работу по подготовке лётных кадров. Под его руководством подготовлено и введено в строй 28 молодых экипажей, прибывших из школ. Лётный состав воспитывает на своем богатом практическом опыте. Летчик 1-го класса с отличной техникой пилотирования днем, ночью, в сложных метеоусловиях. Общий налёт на всех типах самолетов 4800 часов, из них ночью — 1196 часов. Делу партии Ленина-Сталина и Социалистической Родине предан. 

…